# W spodniach czy w sukience (singel)
W spodniach czy w sukience – singel Ani Dąbrowskiej z 2008 roku.

## Ogólne informacje
Był to drugi singel promujący płytę W spodniach czy w sukience?. Ukazał się zarówno jako EP na płycie kompaktowej, jak i winylowy singel 7-calowy. Muzykę utworu skomponowała sama Ania Dąbrowska, a tekst napisała we współpracy z Karoliną Kozak i Agnieszką Szypurą.

## Teledysk
Teledysk do utworu wyreżyserowała sama piosenkarka przy pomocy Bo Martina.

## Lista ścieżek
- CD

1. „W spodniach czy w sukience” (Radio version)
2. „Long Time Woman”
3. „Ukukumba”
4. „Nie trzeba...”
5. „W spodniach czy w sukience” (Video)

- 7"

1. „W spodniach czy w sukience” (Radio version)
2. „Nie trzeba...”

## Pozycje na listach
| Lista                                | Pozycja |
| ------------------------------------ | ------- |
| Lista przebojów Programu Trzeciego   | 1       |
| Szczecińska Lista Przebojów          | 2       |
| Lista Przebojów Marka Niedźwieckiego | 8       |
| Radio dla Ciebie                     | 7       |